# Шимбирис
Шимбирис — самая высокая вершина Сомали, а также непризнанного государства Сомалиленд. Высота Шимбириса — 2460 метров (8071 фут) над уровнем моря. Гора расположена в горном массиве Аль-Мадоу в регионе Санаг. Данные SRTM показывают, что его часто упоминаемая высота в 2416 метров (7927 футов) немного занижена. 
Проезда для автомобиля нет. Однако путешественники могут остановиться в палатке.